# MT-LBu

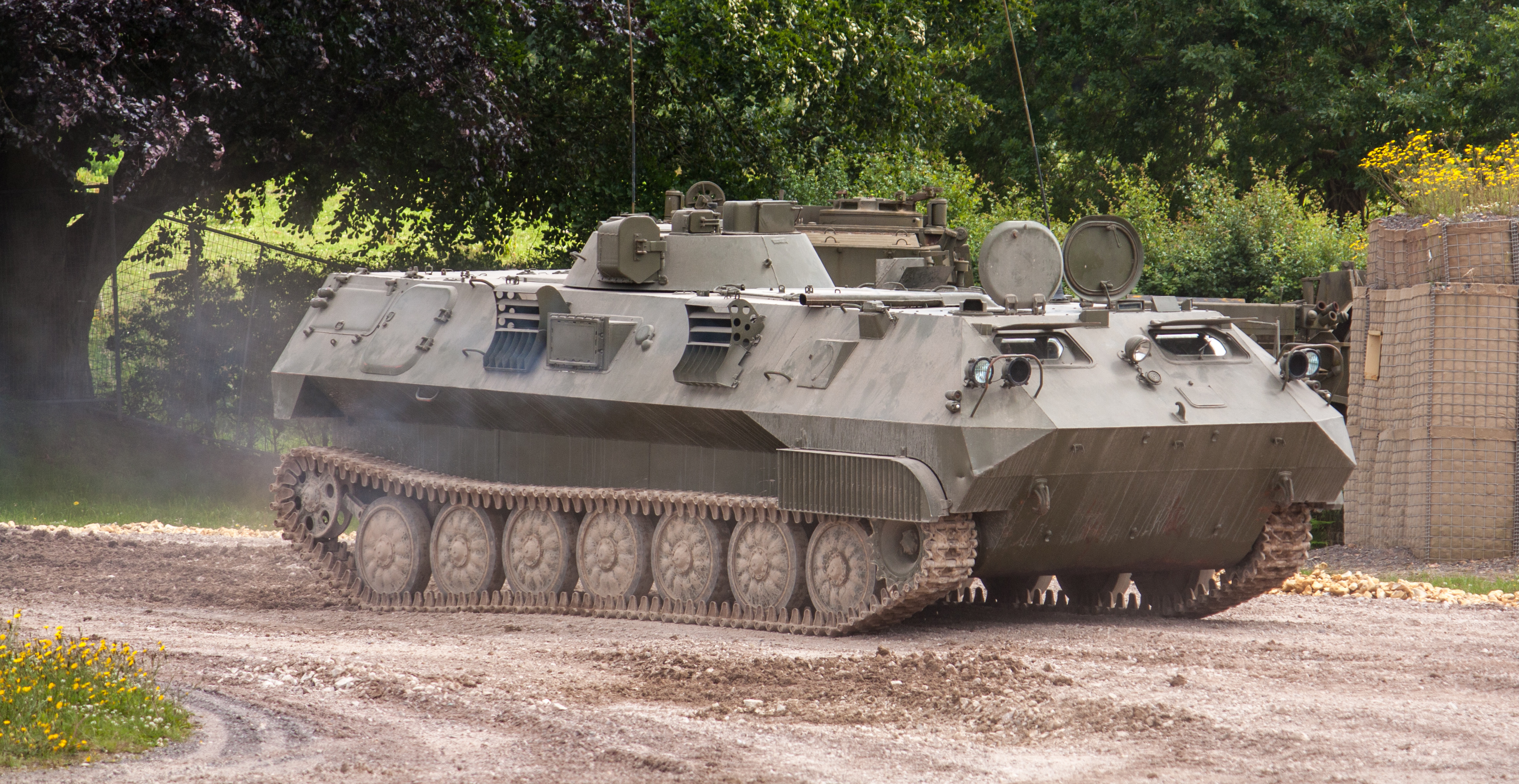
O blindado MT-LBu.

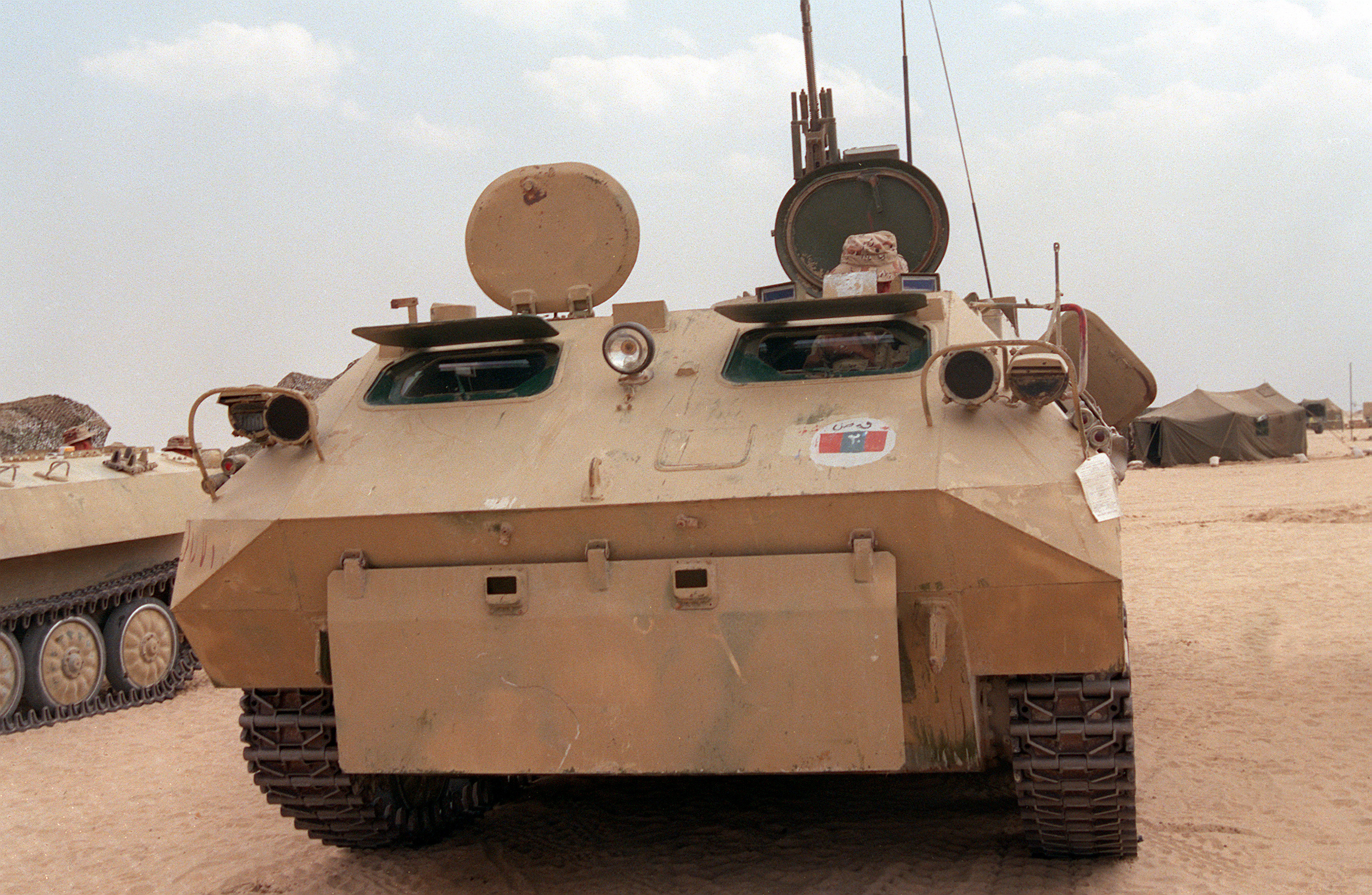
Um MT-LBu iraquiano capturado pelas forças da Coalizão em 2003.

O MT-LBu  é um blindado de transporte de tropas anfíbio desenvolvido pela União Soviética na década de 1960. Ele é baseado no modelo do veículo MT-LB. Comparado com seu predecessor, ele possuiu um motor melhor, um casco 40 cm mais alto e um chassi com sete rodas em cada lado.

## Utilizadores

### Atuais operadores
- Armênia
- Azerbaijão
- Bielorrússia
- Bulgária
- Chéquia
- Finlândia
- Geórgia
- Hungria
- Iraque
- Cazaquistão
- Polónia
- Rússia
- Sérvia
- Suécia
- Ucrânia

### Ex operadores
- Alemanha Oriental - Todos vendidos ou devolvidos aos soviéticos.
- União Soviética - passado para estados sucessores.